# Крутец (приток Сармы)
Крутец (устар. Илевка) — река в России, протекает в Вознесенском районе Нижегородской области.
Устье реки находится в 27 км по левому берегу реки Сарма. Длина реки составляет 19 км, площадь водосборного бассейна — 210 км². В районе села Илёв река запружена и образует каскад из трёх рыбоводных прудов, называемых Илёвскими.

## Данные водного реестра
По данным государственного водного реестра России относится к Окскому бассейновому округу, водохозяйственный участок реки — Мокша от водомерного поста города Темников и до устья, без реки Цна, речной подбассейн реки — Мокша. Речной бассейн реки — Ока.
Код объекта в государственном водном реестре — 09010200412110000028081.